# جنوب الهند
جنوب الهند هي المساحة الجغرافية في جنوب شبه القارة الهندية التي تشمل الولايات الهندية التالية: كارناتاكا وأندرا برديش وتيلانغانا وتاميل نادو وكيرلا، بالإضافة إلى الأقاليم الاتحادية: لكشديب وبودوتشيري. تضم المنقطو 19.31٪ من إجمالي مساحة الهند ( 635،780 كم2 أو 245،480 ميل2 ) و 20 ٪ من سكان الهند.
يغطي الجزء الجنوبي شبه جزيرة هضبة ديكان، ويحد جنوب الهند خليج البنغال في الشرق، وبحر العرب في الغرب والمحيط الهندي في الجنوب. تتنوع جغرافية المنطقة باثنين من سلاسل جبال غاتس الشرقية وغاتس الغربية المطلة على هضبة وسط البلاد. تعتبر أنهار جودفاري، كريشنا، كافيري، تونجابهادرا، پيريار، بهاراثاپوزها، وفايغاي مصادر هامة للمياه غير الدائمة.

خريطة توضح تقسيمات مجالس المناطق، وهي مجالس استشارية تتكون من ولايات هندية تم تجميعها في خمس مناطق لتعزيز التعاون فيها بينها، وتتوزع في شمال وشمال غرب وجنوب وشرق وغرب ووسط الهند

يتحدث غالبية السكان في جنوب الهند واحدة على الأقل من اللغات الدارفيدية الأربعة الرئيسية: التيلوغو والتاميل والكانادا، والمالايالامية. بعض الولايات و الأقاليم الاتحادية تعترف أيضا باللغات الأقلية: مثل الأردية في تيلانجانا، والفرنسية في بودوتشيري. لغة تولو هي اللغة الثانوية الأكثر استخدامًا في اللغات الدرافيدية. يتركز معظم المتحدثين بلغة التولو بولاية كارنتاكا في داكشينا ألكانادا (48٪) وفي بعض أجزاء منطقة أودوبي (31٪)، جنبًا إلى جنب مع جزء من منطقة كاساراجود في ولاية كيرالا. إلى جانب هذه اللغات، يتم استخدام اللغة الإنجليزية من قبل كل من الحكومة المركزية وحكومات الولايات للاتصالات الرسمية ويتم استخدامها على جميع اللوحات الإرشادية العامة.
حكم عدد من ممالك السلالات أجزاء من جنوب الهند خلال تاريخها. وأثرت الفتوحات الإسلامية في شبه القارة الهندية عبر جنوب وجنوب شرق آسيا على التاريخ والثقافة في تلك المناطق، تشمل السلالات الرئيسية التي نشأت في جنوب الهند: تشيرا، تشولا، بانديا، بالافا، ساتافاهانا، تشالوكيا، راشتراكوتا، البهمنيون، سَلْطَنات الدكن، كاكاتيا، كادامبا، هويسالا، السامريون، إمبراطورية فيجاياناغارا، إمبراطورية ماراثا، مملكة ترافانكور، مملكة أراكال، ومملكة ميسور. دخل الأوروبيون الهند عبر ولاية كيرالا، وقد استُعِمرَت جنوب الهند تحت حكم الهند البرتغالية والحكم البريطاني. ولاية حيدر آباد التي كانت تحت حكم سلالة نظام الملك كانت آخر ولاية أميرية في الهند، حيث تقسمت الآن إلى إلى ولايات تيلانغانا وكارناتاكا في الجنوب، وماهاراشترا في شرق الهند. على عكس الشمال، كان لجنوب الهند تأثير خارجي أقل حتى ظهور الإمبرياليين الأوروبيين. على هذا النحو، تم الحفاظ على التقاليد الهندوسية الأصلية بشكل أفضل نسبيًا في جنوب الهند عنها في شمال الهند.
شهدت جنوب الهند نموًا مستدامًا في دخل الفرد والسكان، وتغيرات هيكلية في الاقتصاد، وتزايدًا في وتيرة الابتكار التكنولوجي.  بعد التعرض للتقلبات في العقود التي تلت استقلال الهند مباشرة؛ سجلت اقتصادات ولايات جنوب الهند معدل نمو أعلى من المتوسط الوطني على مدى العقود الثلاثة الماضية. كما تحسنت في بعض المقاييس الاجتماعية والاقتصادية، في ظل وجود الفقر الذي لا يزال يؤثر على المنطقة مثله مثل باقي أنحاء البلاد، على الرغم من انخفاضه بشكل كبير على مر السنين. مؤشر التنمية البشرية في الولايات الجنوبية مرتفع وشهد الاقتصاد نموًا بمعدل أسرع من معظم الولايات الشمالية. معدلات معرفة القراءة والكتابة في الولايات الجنوبية أعلى من المعدل الوطني، مع ما يقرب من 81 ٪ من السكان قادرون على القراءة والكتابة. كما أن معدل الخصوبة في جنوب الهند 1.9، وهو أدنى مستوى من باقي المناطق في الهند.

## أعلام
- ناجارجونا
- كاندراكيرتي